# Franciscus Donders
Franciscus (Franz) Cornelius Donders, FRS FRSE (Tilburg, 27 de mayo de 1818 - Utrecht, 24 de marzo de 1889) fue un oftalmólogo neerlandés. Durante su carrera, fue profesor de Fisiología en Utrecht, y fue considerado internacionalmente como una autoridad en enfermedades oculares, dirigiendo el Hospital Holandés para Pacientes Oculares. Junto con Graefe y Helmholtz, fue uno de los principales fundadores de la oftalmología científica.

## Biografía
Nació en Tilburg, hijo de Jan Franz Donders y Agnes Elizabeth Hegh. fue educado en la escuela y seminario Duizel, tanto en Tilburg y Boxmeer.
Durante varios años, el joven Donders estudió en el Hospital Real Holandés de Medicina Militar en Utrecht, y luego obtuvo su maestría en 1840, por la Universidad de Leiden. Después de una temporada como oficial médico en La Haya, en 1842 fue nombrado profesor de fisiología y anatomía en la Escuela de Medicina militar de Utrecht. En 1847, se convirtió en profesor asociado en la Universidad de Utrecht y, en 1862, obtuvo una cátedra completa en fisiología.  En 1847, se convirtió en corresponsal del Real Instituto de los Países Bajos, cuando se convirtió en la Real Academia de las Artes y las Ciencias de los Países Bajos; en 1851, se unió como miembro.
Es conocido por su trabajo e investigación de enfermedades oculares y fue uno de los primeros practicantes del oftalmoscopio. Se le atribuye la invención de un tonómetro de impresión (1862), y para la introducción de lentes prismáticas y cilíndricas para el tratamiento del astigmatismo (1860).
Donders también fue el primero en usar las diferencias en el tiempo de reacción humano para inferir diferencias en el procesamiento cognitivo. Probó tanto el tiempo de reacción simple como el tiempo de reacción de elección, encontrando que la reacción simple fue más rápida. Este concepto es ahora uno de los principios centrales de la psicología cognitiva: aunque la cronometría mental no es un tema en sí mismo, es una de las herramientas más comunes que se utilizan para hacer inferencias sobre procesos como el aprendizaje, la memoria y la atención.
Donders fundó el Nederlands Gasthuis voor Behoeftige en Minvermogende Ooglijders (en resumen: Ooglijdersgasthuis), el Hospital de los Países Bajos para pacientes oculares con necesidad en 1858. Su primer asociado fue Herman Snellen. En 1864, publicó el altamente aclamado "Sobre las anomalías de la acomodación y la refracción del ojo".
Su nombre está asociado con la "ley de Donders", que establece que "la rotación del globo ocular está determinada por la distancia del objeto desde el plano medio y la línea del horizonte". También es reconocido en la comunidad dental por nombrar el "espacio de Donders", el espacio entre el dorso de la lengua y el paladar duro cuando la mandíbula está en reposo.